# Myophthiria lygaeoides
Myophthiria lygaeoides är en tvåvingeart som beskrevs av Camillo Rondani 1878. Myophthiria lygaeoides ingår i släktet Myophthiria och familjen lusflugor. Inga underarter finns listade i Catalogue of Life.